# Kakua
Cet article concerne une langue d’Amérique du Sud. Pour le kakwa, une langue d’Afrique, voir Kakwa (langue nilotique).
Le kakua (ou kakwa, bara, maku du Kubeo, maku du guanano) est une langue maku parlée en Colombie dans la région du Rio Papurí et du Vaupés près de la frontière brésilienne par 220 Kakua.